# Голод в СССР (1946—1947)
Го́лод в СССР (1946—1947) — массовый голод в СССР, возникший в послевоенные годы, причиной которого стал неурожай, вызванный неблагоприятными погодными условиями и усугубленный особенностями экономической политики руководства СССР, а также последствиями войны. Меры правительства СССР по предотвращению голода были неэффективными. В результате голода и сопутствующих ему болезней умерло, по разным оценкам, от нескольких сотен тысяч до 1,5 миллиона человек.

## Причины голода
По мнению исследователей, послевоенный голод был следствием сочетания ряда факторов:
- кризиса сельского хозяйства страны из-за последствий войны (недостаток рабочей силы, техники и тяглого скота, разрушение инфраструктуры, уничтожение многих сёл и т. д.)[1]. Численность трудоспособного мужского сельского населения после войны откатилась к уровню 1931 года, поставки сельхозтехники в годы войны фактически не велись, поголовье лошадей составляло около 45 % от довоенного, валовая продукция сельского хозяйства за годы войны сократилась на 40 %, поголовье скота сократилось в сравнении с концом 1930-х годов;
- неблагоприятные погодные условия 1946 года (сильная засуха в ряде регионов европейской части СССР и затяжные дожди на востоке)[2], которые привели к существенному, но не катастрофическому снижению урожая. Урожай зерновых в 1947 году составил 98,5 млн тонн, что на 20 млн тонн ниже, чем в 1940 году и на 25 млн ниже, чем в 1950 году[3];
- отказа лидера страны Иосифа Сталина от экономической помощи, предложенной США в 1947 году европейским странам, пострадавшим в ходе Второй мировой войны, в рамках Плана Маршалла[4];
- политики советских властей: экспорта зерна за рубеж, в том числе и для достижения политических целей; создания стратегического зернового резерва на случай новой войны, несмотря на крайне неудовлетворительное обеспечение граждан СССР продовольствием; увеличения налоговой нагрузки на население параллельно со снижением оплаты труда и ростом цен[5][1][6].

|                                | 1946 | 1947 | 1948 |
| ------------------------------ | ---- | ---- | ---- |
| Зерно (кроме крупяного), млн.т | 1,7  | 0,8  | 3,2  |

Информация о голоде 1946—1947 годов была впервые опубликована в СССР в 1988 году в «Истории крестьянства», тогда его причинами были названы только катастрофическая засуха и последствия войны. В монографии В. Ф. Зимы приводятся доводы в пользу точки зрения, по которой одной из главных причин голода стала политика советских властей:
Голода 1946—1947 гг. в СССР могло не быть, поскольку государство располагало достаточными запасами зерна. Одна его часть, не самая крупная, экспортировалась. В течение 1946—1948 гг. экспорт составлял 5,7 млн т зерна, что на 2,1 млн т больше экспорта трёх предвоенных лет. Другая, основная часть запасов никак не использовалась. На не приспособленных для хранения складах зерно портилось настолько, что не годилось к переработке в муку. По неполным подсчётам, за 1946—1948 гг. в целом по СССР было начисто загублено около 1 млн т. зерна, которого могло хватить многим голодающим.
В другой работе приводятся данные о 4,43 млн тонн экспорта за 1946—1948 годы, причём из 1,23 млн тонн, экспортированных в 1946 году, по меньшей мере 0,5 млн тонн было экспортировано во Францию в первой половине года — то есть до начала голода, а в 1948 году (после его окончания) было поставлено на экспорт 2,59 млн тонн. Таким образом, непосредственно во время голода за рубеж было вывезено до 1,4 млн тонн зерна. По другим оценкам экспорт зерновых из СССР в 1946 году составил 1,7 млн тонн, или 10% всего заготовленного зерна.
В 1946 году из СССР было вывезено 350 тысяч тонн зерна в Королевство Румыния, в 1947 году — 600 тысяч тонн зерна в Чехословацкую республику, за эти два года Польская республика получила из Советского Союза 900 тысяч тонн хлеба.

## Продовольственное снабжение и уровень жизни населения
Послевоенный кризис советской экономики (связанный с конверсией промышленности и началом холодной войны) привёл к снижению и без того невысокого уровня жизни людей и поставил их на грань голода. Заработная плата рабочих снизилась почти вдвое, при средней зарплате молодого рабочего 200 рублей в месяц или средней зарплате по стране 520—530 рублей в месяц питание в заводской столовой обходилось в 8-9 рублей в день. При предприятиях и учреждениях поощрялось создание огородов, без которых выживание работников становилось невозможным.
Дефицит продовольствия в 1946 году привёл к тому, что государство сняло с продовольственного пайка практически всё сельское население (100 млн человек), которому предлагалось выживать исключительно за счёт собственного подсобного хозяйства. Однако из-за директив по максимизации хлебозаготовок в 8 % колхозов оплата трудодней зерном была прекращена (в Черноземье не выдавали зерно больше половины колхозов), а большинство остальных выдавало не более 1 кг зерна в день. Денежная оплата труда в 30 % хозяйств не осуществлялась, поэтому приобрести продовольствие за деньги люди там также не могли. При этом в сентябре 1946 года цены на хлеб в государственных магазинах (так называемые пайковые цены для продуктов, выдаваемых по карточкам) были повышены вдвое. В то же время ещё осенью 1945 года были отменены льготы по уплате сельскохозяйственного налога для семей погибших на фронте и получивших инвалидность в ходе боевых действий, причём несвоевременная выплата налога грозила крупным денежным штрафом или конфискацией скота.
Параллельно с этим руководством СССР продолжалось выполнение плана по продовольственной помощи странам Восточной Европы пострадавшим от последствий второй мировой войны . Десятки миллионов тонн зерновых, сотни тысяч голов скота живым весом, прочих продовольственных товаров и семенной продукции регулярно вывозились из СССР и в последующие годы, чтобы прокормить бедствующее население Польши, Болгарии, Румынии, Чехословакии, Венгрии, Австрии и Германии, а так же для восстановления разрушенного сельского хозяйства в этих странах. Всё это делалось в ущерб населению СССР ещё и потому, что Сталин оказывал давление на правительство этих стран, заставив их отказаться от, например, тогда в Чехословакии принятого Плана Маршалла.
Помимо всего прочего, на самом пике голода в феврале-мае 1947 года производилось фактически принудительное размещение среди населения очередного облигационного государственного займа. Обращения людей в органы государственной власти с просьбой вернуть деньги, которые могли бы спасти их семьи от голода, практически всегда оставались без ответа.
В то же время с 16 сентября 1946 года Правительством СССР для средне- и низкодоходных категорий граждан были установлены денежные компенсации в 100—110 рублей (называвшиеся в народе «хлебной надбавкой»), Совет министров СССР 9 ноября 1946 года принял постановление «О развёртывании кооперативной торговли продовольствием и промышленными товарами и об увеличении производства продовольствия и товаров широкого народного потребления кооперативными организациями», имевшее целью улучшить положение граждан. Рыночная торговля занимала второе место по объёму товарооборота продовольственными товарами после снабжения по карточкам.
В лучшем положении в те годы было продовольственное снабжение рабочих оборонных предприятий, сотрудников милиции, промышленных и государственных руководителей. Например, в 1947 году рабочие Саратовского авиационного завода получали в месяц в среднем 687 рублей, линейные руководители среднего звена — от 1300 до 3000 рублей. С 1946 года преподаватели вузов — кандидаты наук получали 1750-3200 рублей, профессора — 3500-5500 рублей.
Таким образом, политику продовольственной безопасности в это время можно охарактеризовать как непоследовательную, в которой ясно прослеживается общая цель восстановить рыночный баланс и избавиться от нерыночных методов распределения (подготовка к отмене карточек), что не соответствовало реальным возможностям обеспечить необходимый уровень потребления.

## Масштабы голода
Запасы зерна, предназначавшегося для снабжения городов, иссякли весной 1946 года. В связи с начавшимся голодом руководство отдельных регионов просило выдать зерно из госрезерва, но получило отказ.
К весне 1947 года в одной только Воронежской области число больных с диагнозом «дистрофия» составляло 250 тыс. человек, всего по РСФСР — 600 тыс., на Украине — более 800 тыс., в Молдавии — более 300 тыс. Таким образом, не менее 1,7 млн человек в СССР числились «официально голодающими», смертность от дистрофии достигала 10 % от общего числа людей, которым был поставлен этот диагноз. Также выросла заболеваемость так называемой «септической ангиной» (анемия, вызванная употреблением в пищу неубранного зерна, оставшегося под снегом) и другими болезнями, связанными с голодом, употреблением в пищу суррогатов (содержание примесей в хлебе достигало 40 %) и т. д. Особенно высокой была детская смертность, составлявшая половину (49,6%)  избыточных демографических потерь на детей в возрасте 0–15 лет в 1947 году. Среди них 74,6% падало на первый год жизни. В ряде областей Украины и Черноземья были отмечены случаи каннибализма, в частности, на территории УССР с января по июнь 1947 года официально зарегистрировано 130 случаев людоедства и 189 случаев трупоедства. Острый дефицит продовольствия, впрочем, не приведший к массовому голоду, существовал в СССР до конца 1940-х годов.
Приблизительный подсчёт числа жертв голода 1946—1947 годов является затруднительным из-за отсутствия достоверной демографической статистики по этому периоду (между 1939 и 1959 годами переписей населения не было) и ослабления контроля над текущим учётом населения в послевоенные годы.
Известно, что в 1947 году официальная смертность в СССР выросла в 1,5 раза (примерно на 800 тыс. человек, из которых половина пришлась на долю РСФСР), ухудшились и другие демографические показатели (рождаемость, регистрация браков и т. д.). В начале 1947 года численность сельского населения сократилась почти на 1 млн человек, сверхсмертность от голода в РСФСР и на Украине перекрыла естественный прирост населения.
По оценке М. Эллмана, всего от голода в 1946—1947 годах в СССР погибло от 1 до 1,5 млн человек. Как показывают демографические исследования по Западной Сибири, в 1946—1947 годах почти половину всех умерших составляли дети до 16 лет. Голод поразил в основном людей, проживающих в сельской местности, и наименее социально защищённые слои населения (многодетные семьи, матери-одиночки, престарелые люди).
В то же время взрывной рост желудочно-кишечных инфекционных заболеваний в 1946—1947 годах (смертность от дизентерии по сравнению с 1945 годом в 1946 году повысилась в 2,5 раза, а в 1947 году — в 6,9 раза, септической ангины — в 2,4 и 4,8 раза соответственно, эмфиземы лёгких — в 1,8 и 3,4 раза соответственно), тифа и туберкулёза был напрямую связан с нехваткой полноценных продуктов питания, употреблением в пищу суррогатов и заменителей растительного происхождения. Желудочно-кишечные заболевания поражали в первую очередь детей, для которых они представляли наибольшую опасность. Являясь самыми распространёнными в 1947 г., эти болезни стали причинами гибели основной массы детей, умерших в стационарах. Документы Сталинградского горздравотдела показывают: удельный вес детей среди умерших в 1947 г. достиг 41 %. В 1947 году детская смертность среди младенцев в Нижнем Поволжье в 1,8 раза больше, чем в 1946 году. В целом в СССР увеличение числа умерших в 1947 году по отношению к 1946 году составило 44,8 %.

## Помощь голодающим
Запросы региональных властей о необходимости выдачи зерна из госрезерва либо оставались без внимания, либо удовлетворялись в объёме, в 2-3 раза меньшем необходимого, и через несколько месяцев после запроса. Некоторое улучшение снабжения происходило с середины 1947 года, когда пик голода уже был пройден. В это время советское руководство ввезло из Китая 200 тыс. тонн зерна и бобов сои, на Украину и в Белоруссию поступала «помощь жертвам войны» по каналам ООН.
Сельским жителям, колхозникам областей, охваченных засухой, была оказана продовольственная помощь, которая была недостаточной, нередко запоздалой и распределялась в разных областях неравномерно. Нередки были случаи, когда партийные, советские работники зачисляли поступавшее зерно в выполнение плана хлебозаготовок. Для спасения населения от голода часть продовольствия шла на питательные пункты и детские площадки, но они охватывали лишь незначительную часть нуждающихся.
В сравнении с голодом в царской России (1891―1892) меры правительства СССР по предотвращению голода были неэффективными.

## Социальные последствия
В отличие от голода 1932—1933 годов, такие меры, как тотальное изъятие продовольствия у колхозов, не выполнивших план, на практике не применялись. Попытки местных партийных и советских  работников, председателей колхозов оставить часть зерна для нужд колхоза, выдать колхозникам на трудодни до выполнения плана нередко рассматривались как «антигосударственная деятельность». Было осуждено более 10 тыс. руководителей колхозов, обвинённых в недостаточной жёсткости по реализации плана заготовок зерна или его утаивании. Репрессиям подвергались и «расхитители зерна», круг которых по закону был чрезвычайно широк (см. Закон о трёх колосках).
Страх голодной смерти привёл к небывалому росту преступности (за хищения хлеба в 1946-47 годах было осуждено около 400 тыс. человек) и, как следствие, к увеличению числа заключённых в советских лагерях, труд которых использовался всё шире. В ряде районов государственные хлебозаготовки встретили вооружённое сопротивление, в крупных городах стали распространяться листовки с призывами к акциям гражданского неповиновения. Значительно выросло количество должностных преступлений, развился теневой рынок продовольствия, на котором перепродавались полученные в спецраспределителях или украденные продукты.
В условиях ослабления контроля над учётом и миграциями населения многие голодающие сумели выехать из сельской местности в города и более благополучные районы страны, где выживали, нанимаясь на стройки, или вели нищенский образ жизни (борьба с нищенством в городах началась только в середине 1950-х годов). Наряду с послевоенной разрухой отток населения также способствовал продолжительному упадку сельского хозяйства в СССР, довоенные показатели производства которого были восстановлены только к середине 1950-х годов. За это время из сельской местности так или иначе эвакуировалось более 10 млн человек.
Засуха 1946 года послужила поводом для разработки комплексной программы, направленной на предотвращение засух, песчаных и пыльных бурь путём обустройства водоёмов, посадки лесозащитных насаждений и внедрения травопольных севооборотов в южных районах СССР (Поволжье, Северный Кавказ, Украина). Принятое 20 октября 1948 года постановление Совета Министров СССР и ЦК ВКП(б) от 20 октября 1948 года «О плане полезащитных лесонасаждений, внедрения травопольных севооборотов, строительства прудов и водоёмов для обеспечения высоких устойчивых урожаев в степных и лесостепных районах Европейской части СССР» известно также как Сталинский план преобразования природы.
В результате засухи в УССР экологами было основано Украинское общество охраны природы.